# البحر الأيرلندي
البحر الأيرلندي (بالإنجليزية:Irish Sea) و(بالأيرلندية:Muir Éireann) يقع في شمال غرب القارة الأوروبية، وهو يفصل بين جزيرة أيرلندا وبريطانيا العظمى.
يربط البحر المحيط الأطلسي تحديدا الجزء المسمى بالبحر الكلتي بقناة سانت جورج بين جمهورية أيرلندا وويلز في الجنوب. ويمتد في قناة الشمال بين إسكتلندا وأيرلندا الشمالية في الشمال الشرقي. جزيرة مان تقع في وسط البحر الأيرلندي. البحر ذو أهمية من الناحية الاقتصادية للتجارة الإقليمية والشحن والنقل وصيد الأسماك وتوليد الطاقة في شكل طاقة الرياح والمحطات النووية.
هناك نقاش طويل لبناء نفق للسكك الحديدية بطول 50 ميلا (80 كلم) لربط بريطانيا وأيرلندا حيث يبلغ حجم التبادل بين الجزيرتين أكثر من 17 ميغا طن من التجارة و 12 مليون من الركاب. السيادة على البحر منقسمة بين بريطانيا وأيرلندا ولا يوجد اعتراض على التعبير البحر الأيرلندي في المملكة المتحدة.
يُعدُّ البحر الأيرلندي وفقاً لمنظمة السلام الأخضر أكثر بحور العالم تلوثاً بالمخلفات النووية، بحوالي ثمانية ملايين لتر من المخلفات يتم تفريغها فيه يومياً من قبل منشآت إعادة تدوير المواد النووية الخاصة بشركة سيلافيلد (Sellafield) البريطانية.

## نظرة تاريخية
تشكل البحر الأيرلندي في العصر النيوجيني. تشمل الأحداث التاريخية البارزة عدة غزوات من بريطانيا. وقع الغزو النورماندي لأيرلندا على مراحل خلال أواخر القرن الثاني عشر من بورثكليز بالقرب من سانت ديفيدز، ويلز، في هولك وسنيكار وكيلز وكوجز حتى ميناء ويكسفورد، لينستر. عبرت سلالة تيودور البحر الأيرلندي لغزو أيرلندا في عام 1529 على متن سفن القرقور والكارفيل. في عام 1690 أبحر الأسطول الإنجليزي خلال حرب ويليام في أيرلندا من هويلاك، ويرال، وأصبحت المغادرة معروفة بشكل دائم باسم فجوة الملك.

## البيئة
تتركز أهم موارد الحياة البرية في البحر الأيرلندي في مصباته: خاصة مصب نهر دي ومصب نهر ميرزي ومصب نهر ريبل وخليج موركامب ومصب سولواي ومصب نهر كلايد وبحيرة بلفاست وبحيرة سترانجفورد وبحيرة كارلينجفورد وخليج دوندالك وخليج دبلن وميناء ويكسفورد. مع ذلك، فإن الكثير من الحياة البرية تعتمد أيضًا على المنحدرات والمستنقعات المالحة والكثبان الرملية للشواطئ المجاورة، وقاع البحر والبحر المفتوح نفسه.
إن المعلومات المتعلقة باللافقاريات في قاع البحر الأيرلندي غير كاملة إلى حد ما نظرًا لصعوبة مسح مثل هذه المنطقة الكبيرة، حيث تكون الرؤية تحت الماء غالبًا ضعيفة وغالبًا ما تعتمد المعلومات على النظر في المواد التي يتم جمعها من قاع البحر عن طريق الالتقاط الميكانيكي. مع ذلك، فإن تجمع الحيوانات الموجودة يعتمد إلى حد كبير على ما إذا كان قاع البحر يتكون من الصخور الكبيرة أو الحصى أو الرمل أو الطين أو حتى الخث. في الرواسب اللينة، تم التعرف على سبعة أنواع من المجتمعات، تهيمن عليها بشكل مختلف نجوم البحر الهشة وقنافذ البحر والديدان وبلح البحر والأصداف البحرية والأصداف البحرية.
تُعتبر أجزاء من قاع البحر الأيرلندي غنية جدًا بالحياة البرية. يتميز قاع البحر جنوب غرب جزيرة مان بشكل خاص بندرته حياته البرية وتنوعها، كما هو الحال مع رخويات موديولوس موديولوس في بحيرة سترانجفورد. توجد المشاقيات والمشاقيات الملكية في المناطق الأكثر حصوية. في مصبات الأنهار، حيث يكون القاع أكثر رملية أو طينية، يكون عدد الأنواع أقل ولكن حجم مجموعاتها أكبر. يدعم الروبيان البني والمحار وبلح البحر الصالح للأكل مصائد الأسماك المحلية في خليج موركامب ومصب دي، كما تعد مصبات الأنهار مهمة كمشاتل للأسماك المفلطحة والسمك المملح والشبص الأوروبي. تعد قيعان البحر الموحلة في المياه العميقة موطنًا لمجموعات من روبيان خليج دبلن، والمعروف أيضًا باسم «سكامبي».
إن البحر المفتوح يشكل بيئة معقدة في حد ذاته. فهو موجود في ثلاثة أبعاد مكانية ويتغير أيضًا مع مرور الوقت والمد والجزر. مثلًا، حيث تتدفق المياه العذبة إلى البحر الأيرلندي في مصبات الأنهار، يمكن أن يمتد تأثيرها بعيدًا عن الشاطئ لأن المياه العذبة أخف وزنًا و«تطفو» فوق كتلة أكبر كثيرًا من المياه المالحة حتى تختلط مع الرياح وتغيرات درجات الحرارة. على نحو مماثل، تكون المياه الدافئة أقل كثافة وقد «تطفو» مياه البحر الدافئة في منطقة المد والجزر على المياه الباردة قبالة الشاطئ. كما تختلف كمية الضوء التي تخترق مياه البحر وفقًا للعمق والعكارة. هذا يؤدي إلى اختلاف حجم مجموعات العوالق في أجزاء مختلفة من البحر وتنوع مجتمعات الحيوانات التي تتغذى على هذه المجموعات. مع ذلك، فإن زيادة العواصف الموسمية تؤدي إلى اختلاط أكبر للمياه وتميل إلى كسر هذه الانقسامات، والتي تكون أكثر وضوحًا عندما يكون الطقس هادئًا لفترات طويلة.
تشمل العوالق النباتية البكتيريا والنباتات (العوالق النباتية) والحيوانات (العوالق الحيوانية) التي تنجرف في البحر. معظمها مجهرية، ولكن بعضها، مثل الأنواع المختلفة من قنديل البحر، يمكن أن يكون أكبر بكثير.
تهيمن الدياتومات والدينافليات على العوالق النباتية. على الرغم من أنها نباتات مجهرية، فإن الدياتومات لها أصداف صلبة والدينافليات لها ذيول صغيرة تدفعها عبر الماء. تزدهر مجموعات العوالق النباتية في البحر الأيرلندي في فصل الربيع كل أبريل ومايو، عندما تكون مياه البحر في أوج خضرتها بشكل عام.

## طاقة الرياح
تم تطوير مزرعة رياح بحرية على ضفة أركلو، حديقة أركلو للرياح، على بعد نحو 10 كيلومتر (6.2 ميل) قبالة ساحل مقاطعة ويكلو في جنوب البحر الأيرلندي. يحتوي الموقع حاليًا على سبع توربينات رياح بحرية بقدرة 3.6 ميجاوات من إنتاج شركة جنرال إلكتريك، يبلغ قطر كل منها 104 أمتار (341 قدمًا)، وهو أول تطبيق تجاري في العالم لتوربينات الرياح البحرية التي تزيد قدرتها عن ثلاثة ميغاواط. تخطط شركة التشغيل، أيرتريسيتي، لبناء نحو 100 توربين آخر في الموقع.
تشمل مواقع توربينات الرياح الأخرى ما يلي:
- موقع نورث هويل على بعد 8 كيلومترات (5 أميال) قبالة ساحل رايل وبريستاتين في شمال ويلز، ويحتوي على ثلاثين توربينًا بقدرة 2 ميجاوات تديرها شركة إن باور للطاقة المتجددة
- موقع بوربو بانك على بعد 10 كيلومترات (6.2 ميل) من ساحل شمال ويرال
- مزرعة روبن ريج لطاقة الرياح في خليج سولواي
- هناك ثلاثون توربينًا بطول 90 مترًا (300 قدم) وبقدرة 3 ميجاوات في مزرعة رياح على بعد 7 كيلومترات (4.3 ميل) من ساحل جزيرة والني.
- يتم بناء توربينات قبالة ساحل كلوغيرهيد (مزرعة رياح أورييل)

- توسيع مزرعة رياح وارملي على بعد 14 كيلومترًا (9 أميال) غرب جزيرة والني قبالة ساحل كمبريا. اعتبارًا من عام 2018، أصبحت أكبر مزرعة رياح في العالم.